# Gobiobotia
Gobiobotia és un gènere de peixos de la família dels ciprínids i de l'ordre dels cipriniformes.

## Taxonomia
- Gobiobotia abbreviata (Fang & Wang, 1931)
- Gobiobotia brevibarba (Mori, 1935)
- Gobiobotia brevirostris (Chen & Cao, 1977)
- Gobiobotia cheni (Banarescu & Nalbant, 1966)
- Gobiobotia filifer (Garman, 1912)
- Gobiobotia guilingensis (Chen, 1989)
- Gobiobotia homalopteroidea (Rendahl, 1932)
- Gobiobotia intermedia (Banarescu & Nalbant, 1968)
- Gobiobotia jiangxiensis (Zhang & Liu, 1995)
- Gobiobotia kolleri (Banarescu & Nalbant, 1966)
- Gobiobotia longibarba (Fang & Wang, 1931)
- Gobiobotia macrocephala (Mori, 1935)
- Gobiobotia naktongensis (Mori, 1935)
- Gobiobotia nicholsi (Banarescu & Nalbant, 1966)
- Gobiobotia pappenheimi (Kreyenberg, 1911)
- Gobiobotia paucirastella (Zheng & Yan, 1986)
- Gobiobotia tungi (Fang, 1933)
- Gobiobotia yuanjiangensis (Chen & Tsao, 1977)[3][4][5][6][7][8]